# Chrysler TC
Chrysler TC – samochód sportowy klasy średniej produkowany pod amerykańską marką Chrysler w latach 1988–1991. 

## Historia i opis modelu

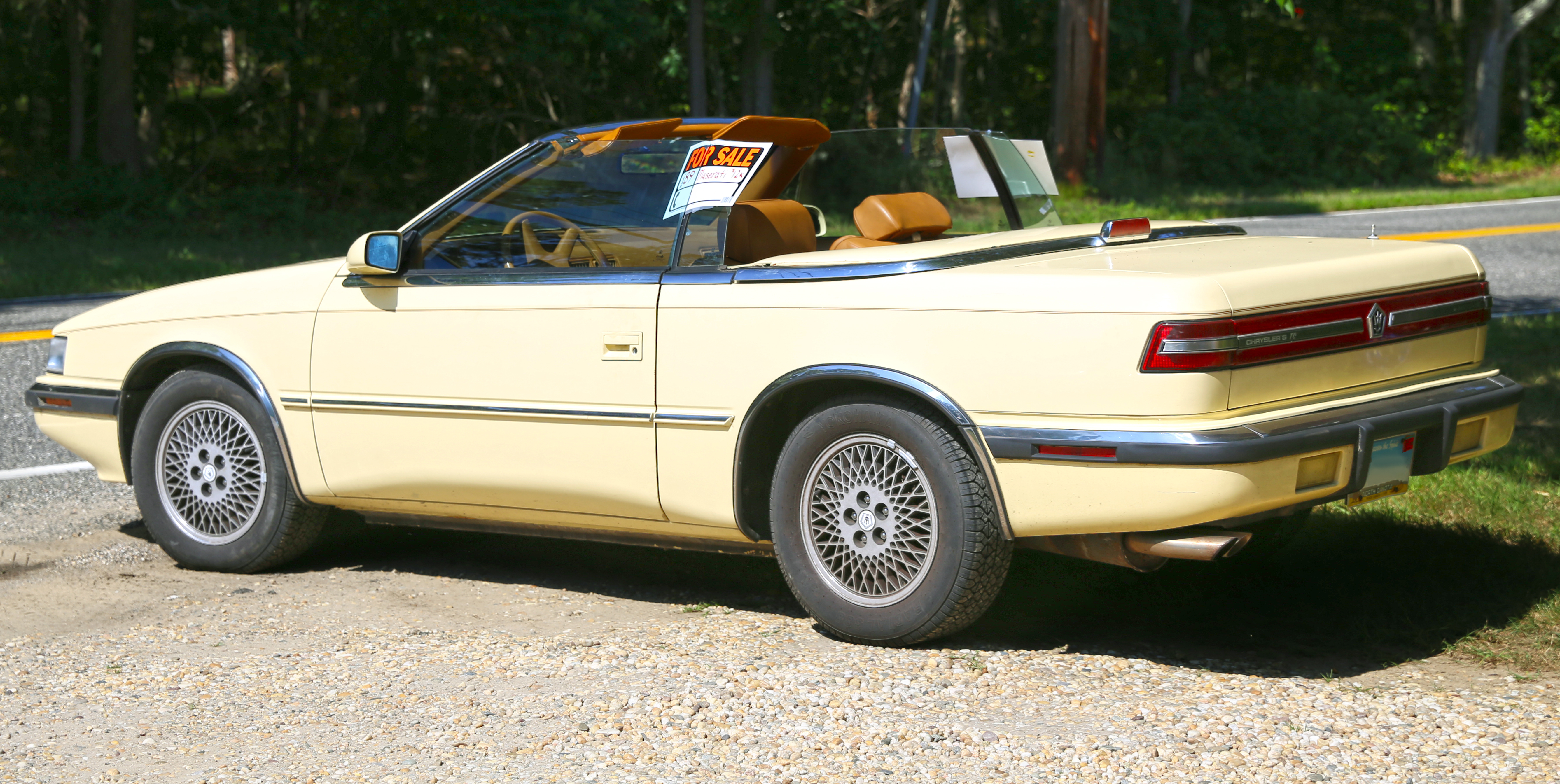
Chrysler TC - tył

Został oparty na wydłużonej płycie podłogowej Chrysler Q-body. Powstał jako efekt współpracy Chryslera z Maserati. Montaż odbywał się we Włoszech, gotowe pojazdy opuszczały fabrykę w Mediolanie. Dostępny wyłącznie jako 2-drzwiowy kabriolet. Do napędu używano benzynowych silników R4 o pojemności 2,2 l (także z turbodoładowaniem) oraz wolnossących V6 3.0. Moc przenoszona była na oś przednią poprzez 3- lub 4-biegową automatyczną bądź 5-biegową manualną skrzynię biegów. Produkcję zakończono w 1991 roku, wyprodukowano 7300 egzemplarzy.

### Dane techniczne (R4 2.2 Turbo)

#### 2 zawory
- R4 2,2 l (2213 cm³), 2 zawory na cylinder, SOHC, turbo
- Układ zasilania: wtrysk
- Średnica cylindra × skok tłoka: 87,50 mm × 92,00 mm
- Stopień sprężania: 8,1:1
- Moc maksymalna: 162 KM (119 kW) przy 5200 obr./min
- Maksymalny moment obrotowy: 232 N•m

- Przyspieszenie 0-100 km/h: b/d
- Prędkość maksymalna: 209 km/h

#### 4 zawory
- R4 2,2 l (2213 cm³), 4 zawory na cylinder, DOHC, turbo
- Układ zasilania: wtrysk
- Średnica cylindra × skok tłoka: 87,50 mm × 92,00 mm
- Stopień sprężania: 7,3:1
- Moc maksymalna: 203 KM (149 kW) przy 5500 obr./min
- Maksymalny moment obrotowy: 298 N•m przy 3400 obr./min

- Przyspieszenie 0-100 km/h: 6,9 s
- Prędkość maksymalna: 217 km/h

### Dane techniczne (V6 3.0)
- V6 3,0 l (2972 cm³), 2 zawory na cylinder, SOHC
- Układ zasilania: wtrysk
- Średnica cylindra × skok tłoka: 91,10 mm × 76,00 mm
- Stopień sprężania: 8,9:1
- Moc maksymalna: 143 KM (105 kW) przy 5000 obr./min
- Maksymalny moment obrotowy: 232 N•m przy 2800 obr./min
- Przyspieszenie 0-100 km/h: b/d
- Prędkość maksymalna: 190 km/h